# Festival panafricain du cinéma et de la télévision de Ouagadougou 2019
Le FESPACO 2019 est la 26e édition du Festival panafricain du cinéma et de la télévision de Ouagadougou. Il se déroule du 23 février au 2 mars 2019 à Ouagadougou. Le thème de cette édition du cinquantenaire est « Mémoire et avenir des cinémas africains ».

## Préparation
Le ministre de la culture, des  arts et du tourisme, Abdoul Karim Sango annonce que l’État burkinabè allouera 1 milliard de FCFA, le double de l’édition précédente, tandis que le budget prévisionnel est estimé à 2,250 milliards de FCFA.

## Déroulement

### Cérémonie d'ouverture
La cérémonie d'ouverture se déroule le samedi 23 février au stade municipal Issouf Joseph Konombo. Elle est mise en scène par Ildvert Medah, sous la direction artistique de Bil Aka Kora.
Des prestations du groupe Magic System, du collectif Sana Bob,  de la cantatrice Habibou Sawadogo, de la chanteuse Eunice Goula, du chanteur de reggae Jah Verity et du ballet national du Rwanda sont au programme.

### Cérémonie de clôture
Le 2 mars 2019, le palmarès est dévoilé : l'Étalon de Yennenga est remporté par le film rwandais The Mercy of the Jungle de Joel Karekezi, l'Étalon d'argent par le film égyptien Karma de Khaled Youssef et l'Étalon de bronze par le film tunisien Fatwa de Mahmoud Ben Mahmoud.

### Faits marquants
Un atelier de réflexion, L’Assemblée des Yennenga, est organisé le 24 février à l'initiative de Fatou Kandé Senghor sur le thème Où sont les femmes cinéastes ? Qu’est ce qu’on peut changer et comment ?.
Une table ronde sur La place des femmes dans l’industrie du cinéma africain et de la diaspora modérée par la journaliste Hortense Assaga réunit le 27 février à l’initiative de l’association Les Cinéastes non-alignées au MICA (Marché international du cinéma et de la télévision africains) des professionnelles du cinéma : Nadège Beausson-Diagne, Rahma Benhamou El Madani, Rahmatou Keïta, Grace Loubassou, Mariette Monpierre, Pascale Obolo, Alimata Salambere, June Givanni (en) et Xolile Tshabalala (en), pour libérer la parole et assainir le secteur. Plusieurs actrices y témoignent du harcèlement subi durant des tournages et du manque de réaction de la profession. Azata Soro, deuxième assistante du réalisateur Tahirou Tasséré Ouédraogo sur sa série Le Trône révèle l’agression dont elle a été victime de sa part sur le plateau : insultée, frappée puis tailladée au visage avec une bouteille de bière cassée. Jugé et condamné pour ces faits, le cinéaste est pourtant présent au festival pour y présenter son oeuvre en sélection officielle en compétition, soutenue par TV5 Monde. Le 2 mars, la chaîne annonce la déprogrammation de la série qui devait être diffusée à la fin du mois et mettre fin à toute collaboration avec le cinéaste. Une pétition en ligne des Cinéastes non-alignées exige le retrait de la compétition de la série Le Trône. La direction du festival se refuse à procéder à ce retrait, arguant de « l'indépendance du comité de sélection ».

## Jury
Les présidents des jurys sont l'Algérien Ahmed Bedjaoui (longs métrages), le Béninois Sylvestre Amoussou (courts métrages), la Franco-tunisienne Nadia El Fani (documentaires) et la Germano-Burkinabè Cilia Sawadogo (animation, séries télévisuelles).

## Sélections

### Longs métrages de fiction
Vingt films de seize pays sont en compétition pour l'Étalon d'or de Yennenga.
| Titre                                        | Réalisation                                | Distribution | Pays           |
| -------------------------------------------- | ------------------------------------------ | ------------ | -------------- |
| Five Fingers for Marseilles                  | Michael Matthews                           |              | Afrique du Sud |
| Sew The Winter To My Skin                    | Jahmil Qubeka                              |              | Afrique du Sud |
| Jusqu'à la fin des temps (Ila Akhir Ezzaman) | Yasmine Chouikh                            |              | Algérie        |
| Desrances                                    | Apolline Traoré                            |              | Burkina Faso   |
| Duga (Les Charognards)                       | Abdoulaye Dao et Hervé Eric Lengani        |              | Burkina Faso   |
| Hakilitan (Mémoire en fuite)                 | Issiaka Konaté                             |              | Burkina Faso   |
| Miraculous Weapons (Les armes miraculeuses)  | Jean-Pierre Bekolo                         |              | Cameroun       |
| Résolution                                   | Boris Oue et Marcel Sagne                  |              | Côte d'Ivoire  |
| Karma                                        | Khaled Youssef                             |              | Égypte         |
| Keteke                                       | Peter Sedufia                              |              | Ghana          |
| Rafiki                                       | Wanuri Kahiu                               |              | Kenya          |
| Barkomo (La Grotte)                          | Aboubacar Bablé Draba et Boucary Ombotimbé |              | Mali           |
| Indigo                                       | Selma Bargach                              |              | Maroc          |
| Mabata Bata                                  | Joao Luis Sol de Carvalho                  |              | Mozambique     |
| Hakkunde                                     | Oluseyi Asurf Amuwa                        |              | Nigeria        |
| The Mercy of the Jungle                      | Joel Karekezi                              |              | Rwanda         |
| Akasha                                       | Hajooj Kuka                                |              | Soudan         |
| T-Junction                                   | Amil Shivji                                |              | Tanzanie       |
| Fatwa                                        | Mahmoud Ben Mahmoud                        |              | Tunisie        |
| Regarde-moi (Look at me)                     | Nejib Belkadhi                             |              | Tunisie        |

### Découverte
| Titre                                      | Réalisation               | Distribution | Pays       |
| ------------------------------------------ | ------------------------- | ------------ | ---------- |
| Quand Paul traversa la mer                 | Jakob Preuss              |              | Allemagne  |
| Enfants du hasard                          | Thierry Michel            |              | Belgique   |
| Je n'aime plus la mer                      | Idriss Gabel              |              | Belgique   |
| Congo Lucha                                | Marlène Rabaud            |              | Belgique   |
| Le Ministre des poubelles                  | Quentin Noirfalisse       |              | Belgique   |
| Boli Bana                                  | Simon Gillard             |              | Belgique   |
| La prochaine fois que je viendrai au monde | Philippe Pierpont         |              | Belgique   |
| L'après coup - La voix des Maliennes       | Erica Pomerance           |              | Canada     |
| Abderrahmane par-delà les territoires      | Valérie Osouf             |              | France     |
| Le Rêve français                           | Christian Faure           |              | France     |
| Les Orphelins de Sankara                   | Géraldine Berger          |              | France     |
| Liyana                                     | Amanda Kopp et Aaron Kopp |              | États-Unis |

### Documentaire court-métrage
| Titre                                                      | Réalisation                               | Distribution | Pays            |
| ---------------------------------------------------------- | ----------------------------------------- | ------------ | --------------- |
| Tata Milouda                                               | Nadja Harek                               |              | Algérie, France |
| L'appel du sang                                            | Raymond Tiendre                           |              | Burkina Faso    |
| La terre qui l'a vu naître                                 | Barthélémy Bazié                          |              | Burkina Faso    |
| Le Borgho (Le cor)                                         | Isidore Marie Alphonse Kaboré             |              | Burkina Faso    |
| Le père de Tilaï                                           | Michel Kuaté                              |              | Cameroun        |
| Pa'ta'kam, un Semi-super centenaire au service des pierres | Laure M. Kamga                            |              | Cameroun        |
| L'énergie, défi de survie à Nanagoun                       | Sita Houelefohoua Silue                   |              | Côte d'Ivoire   |
| Tesfaye (Espérer)                                          | Daniel Nagatu                             |              | Éthiopie        |
| Against all odds (Contre toute attente)                    | Charity Resian Nampaso et Andréa Iannetta |              | Kenya, Italie   |
| Déambulation                                               | Tovoniaina Rasoanaivo                     |              | Madagascar      |
| Zanaka teny Nomen'i Felix (Ainsi parlait Félix)            | Nantenaina Lova                           |              | Madagascar      |
| Bibata est partie                                          | Nana Hadiza Akawala                       |              | Niger           |
| Inanga, les gardiens d'une tradition                       | Jean-Claude Uwiringiyimana                |              | Rwanda          |
| La femme lionne                                            | Lobé Ndiaye                               |              | Sénégal         |
| T'bool ou la dance de feu en pays Bassar                   | Joël Tchedre                              |              | Togo            |

### Documentaire long-métrage
| Titre                                                    | Réalisation                     | Distribution | Pays                             |
| -------------------------------------------------------- | ------------------------------- | ------------ | -------------------------------- |
| Whispering truth to power                                | Shameela Seedat                 |              | Afrique du Sud                   |
| By all means necessary (Par tous les moyens nécessaires) | Suleman Ramadan                 |              | Afrique du Sud                   |
| Meu amigo Fela (Mon ami Fela)                            | Joel Zito Araujo                |              | Brésil                           |
| Le Cimetière des éléphants                               | Éléonore Yaméogo                |              | Burkina Faso                     |
| Le loup d'or de Balolé                                   | Aïcha Boro                      |              | Burkina Faso                     |
| Pas d'or pour Kalsaka                                    | Michel K. Zongo                 |              | Burkina Faso                     |
| Le Futur dans le rétro                                   | Jean-Marie Teno                 |              | Cameroun                         |
| Ntarabana                                                | François Woukoache              |              | Cameroun                         |
| Jean Rouch, cinéaste africain                            | Idriss Diabaté                  |              | Côte d'Ivoire                    |
| Amal                                                     | Mohamed Siam                    |              | Égypte                           |
| Ghana for you (Ghana pour vous)                          | Adams Mensah                    |              | Ghana                            |
| Un sari sans fin                                         | Harrikrisna Anenden             |              | Maurice                          |
| Silas                                                    | Hawa Essuman                    |              | Kenya                            |
| Fahavalo, Madagascar 1947                                | Marie-Clémence Andriamonta-Paes |              | Madagascar                       |
| Dawa, l'appel à Dieu                                     | Malick Konaté                   |              | Mali                             |
| Jamu Duman (Quel valeureux nom as-tu ?)                  | Salif Traoré                    |              | Mali                             |
| Au temps où les arabes dansaient                         | Jawad Rhalib                    |              | Maroc                            |
| Ganda le dernier griot                                   | Ousmane Diagana                 |              | Mauritanie                       |
| Solaire Made in Africa                                   | Saguirou Malam                  |              | Niger                            |
| Kinshasa Makambo                                         | Dieudonné Hamadi                |              | République démocratique du Congo |
| On a le temps pour nous                                  | Katy Léna N'diaye               |              | Sénégal                          |

### Fiction court-métrage
| Titre                       | Réalisation                   | Distribution | Pays                      |
| --------------------------- | ----------------------------- | ------------ | ------------------------- |
| Diphiri Le Makunutu         | Obett Motaung                 |              | Afrique du Sud            |
| Miracle                     | Bongi Ndaba                   |              | Afrique du Sud            |
| La page blanche             | Mohamed Nadjib Lamraoui       |              | Algérie                   |
| Point zéro                  | Boumaiza Nassim               |              | Algérie                   |
| Fragile espoir              | Inoussa Baguian               |              | Burkina Faso              |
| Il pleut sur Ouaga          | Fabien Dao                    |              | Burkina Faso              |
| Naabiga (Le Prince)         | Zalissa Zoungrana             |              | Burkina Faso              |
| Rêve brisé                  | Bêde Modeste Ganafe Mofedogna |              | Burkina Faso              |
| Mes silences                | Benjamin Eyaga                |              | Cameroun                  |
| Positif                     | Michael Mbebele               |              | République du Congo       |
| Posthume                    | Dja Damien Dally              |              | Côte d'Ivoire             |
| Afiti                       | Wilfried Lengoye Ombamba      |              | Gabon                     |
| Le ban sur le rivage du lac | Ambrose B. Cooke              |              | Ghana                     |
| Les larmes de mon peuple    | Jacques Kolie                 |              | Guinée                    |
| Pimentade                   | Stéphane Floricien            |              | Guyane                    |
| Baba Sifon                  | Laurent Pantaléon             |              | La Réunion                |
| Razana                      | Haminiaina Ratovoarivony      |              | Madagascar                |
| Oumou, un destin arraché    | Gaoussou Tangara              |              | Mali                      |
| Au-delà de ce mur           | Aisha Jabour                  |              | Maroc                     |
| Realpolitik                 | Morad Saïl                    |              | Maroc                     |
| Goyave                      | Nènèb et Christophe Agelan    |              | Martinique                |
| Yassitoungou                | Hurel Régis Beninga           |              | République centrafricaine |
| Icyasha (Étiquette)         | Marie-Clémentine Dusabejambo  |              | Rwanda                    |
| Une place dans l'avion      | Khadidiatou Sow               |              | Sénégal                   |
| Ordur (De l'or dur)         | Momar Talla Kandji            |              | Sénégal                   |
| Un air de kora              | Angèle Diabang                |              | Sénégal                   |
| Sukari                      | Hatibu Yusuph Madudu          |              | Tanzanie                  |
| Black Mamba                 | Amel Guellaty                 |              | Tunisie                   |

### Films d'animation
| Titre                            | Réalisation                         | Distribution | Pays           |
| -------------------------------- | ----------------------------------- | ------------ | -------------- |
| Belly Flop                       | Jeremy Collins                      |              | Afrique du Sud |
| Falta                            | Claver Yaméogo                      |              | Burkina Faso   |
| Tiraogo                          | André Daniel Tapsoba                |              | Burkina Faso   |
| Seul avec Nubu                   | Honoré Essoh                        |              | Côte d'Ivoire  |
| Da Tsysy Da                      | Tojo Niaina Rajaofera               |              | Madagascar     |
| Tantara                          | Tojoniaina Yannick Andrianambonisoa |              | Madagascar     |
| Village apaisé                   | Issouf Bah                          |              | Mali           |
| My Mother's Stew                 | Sade Adeniran                       |              | Nigeria        |
| Un Kalabanda a mangé mes devoirs | Raymond Malinga                     |              | Ouganda        |
| C pas drol - Karma               | Kokou Daniel Atchali                |              | Togo           |
| La malice de la bête             | Kossi Messan Akoda                  |              | Togo           |
| Briska                           | Nadia Raïs                          |              | Tunisie        |

### Films des écoles
| Titre                      | Réalisation                         | École                                                                                    | Pays          |
| -------------------------- | ----------------------------------- | ---------------------------------------------------------------------------------------- | ------------- |
| Incompris                  | Jaurès Koukpemedji                  | Institut supérieur des métiers de l'audiovisuel                                          | Bénin         |
| Yê (Ressentiment)          | Giscard Roméo Bidossessi Dah-Fonton | Institut supérieur des métiers de l'audiovisuel                                          | Bénin         |
| L'aube d'un crépuscule     | Ahmed Assane Zeda                   | Institut Supérieur de l’image et du Son, Studio Ecole                                    | Burkina Faso  |
| Maison de retraite         | Ismaël Césaire Kafando              | Institut Supérieur de l’image et du Son, Studio Ecole                                    | Burkina Faso  |
| Au cœur du brouillard      | Mohamed Boureima Adamou             | Institut Supérieur de l’image et du Son, Studio Ecole                                    | Burkina Faso  |
| Cocktail explosif          | Malick Arnaud Koné                  | Institut Polytechnique des Sciences et techniques de la Communication                    | Côte d'Ivoire |
| Les Charognards            | Mohamed Aly Diabaté                 | Institut Polytechnique des Sciences et techniques de la Communication                    | Côte d'Ivoire |
| Plumes blanches            | Leul Shoaferaw                      | Ecole de Cinéma La Cinéfabrique                                                          | Éthiopie      |
| Le Combat d'une vie        | Xavienne Mariella Moukassa          | Institut National de la Poste, des Technologies, de l’Information et de la Communication | Gabon         |
| The Mob                    | Gamel Baba Apalayine                | Université du Ghana                                                                      | Ghana         |
| The Photographer           | Ibrahim Yakubu                      | Université du Ghana                                                                      | Ghana         |
| Est-ce Dieu ?              | Mariame Cissé                       | Institut supérieur des arts de Guinée                                                    | Guinée        |
| Le taro de lion            | Aboubacar Gnaissa                   | Institut supérieur des arts de Guinée                                                    | Guinée        |
| La Poupée                  | Isabelle Christiane Kouraogo        | École supérieure des arts visuels de Marrakech                                           | Maroc         |
| L'algaita au cœur du manga | Ari Adam                            | Institut de Formation aux Techniques de l’Information et de la Communication             | Niger         |
| Viza                       | Komla Roger Gbekou                  | Institut IMPEC PROD                                                                      | Togo          |

### Séries télévisées
| Titre                              | Réalisation               | Distribution                                            | Pays          |
| ---------------------------------- | ------------------------- | ------------------------------------------------------- | ------------- |
| Femmes au foyer                    | Kady Traoré               |                                                         | Burkina Faso  |
| L'ami fidèle                       | Ibrahim Hébié             | Issa Ouédraogo, Nicole Sanou, Assane Bandé, Flore Guiré | Burkina Faso  |
| La team des belles rebelles        | Boubakar Diallo           |                                                         | Burkina Faso  |
| Le Trône (cf. Faits marquants)     | Tahirou Tasséré Ouédraogo |                                                         | Burkina Faso  |
| Au-delà du destin                  | Constantin Tchoua         |                                                         | Cameroun      |
| Otages d'amour                     | Ebenezer Kepombia         |                                                         | Cameroun      |
| Bamako                             | Jean-Noël Bah Gbehi       |                                                         | Côte d'Ivoire |
| Blog                               | Akre Loba Diby Melyou     | Amy Dagry, Serge Quashie, Cynthia Nassardine            | Côte d'Ivoire |
| Les coups de la vie                | Marcel Guikou Alain       |                                                         | Côte d'Ivoire |
| Petites histoires, grandes vérités | Ambrose B. Cooke          |                                                         | Ghana         |
| La langue et les dents             | Boubacar Sidibé           |                                                         | Mali          |
| Garmi                              | Cheick Diallo             |                                                         | Sénégal       |

### Panorama Long métrage
| Titre                                                           | Réalisation              | Distribution | Pays                             |
| --------------------------------------------------------------- | ------------------------ | ------------ | -------------------------------- |
| Burkinabè                                                       | Nthato Mokgata           |              | Afrique du Sud                   |
| Lima Barreto, ao terceiro dia (Lima Barreto, au troisième jour) | Pilar Luiz Antonio       |              | Brésil                           |
| À bout de souffle                                               | Oumar Dagnon             |              | Burkina Faso                     |
| La République des corrompus                                     | Salam Zampaligré         |              | Burkina Faso                     |
| Le Bonnet de Modibo                                             | Boubakar Diallo          |              | Burkina Faso                     |
| Face au Dan Fani                                                | Abdoul Karim Koné        |              | Burkina Faso                     |
| Le fou, le génie et le sage                                     | Maimouna N'Diaye         |              | Burkina Faso                     |
| Orly                                                            | Francis Téné-K           |              | Cameroun                         |
| Chez Jolie coiffure                                             | Rosine Mfetgo Mbakam     |              | Cameroun                         |
| Mweze                                                           | David-Pierre Fila        |              | République du Congo              |
| Hakili                                                          | Adama Coulibaly          |              | Côte d'Ivoire                    |
| Rattlesnakes                                                    | Julius Amedume           |              | Ghana, Angleterre                |
| Yafa (Le pardon)                                                | Christian Lara           |              | Guadeloupe                       |
| Dèyè mas la (Derrière le masque)                                | Dimitry Zandronis        |              | Guadeloupe                       |
| Caribbean Girl NYC (Une Guadeloupéenne à New-York City)         | Mariette Monpierre       |              | Guadeloupe                       |
| The Comeback                                                    | Sharvan Anenden          |              | Maurice                          |
| Kilikis... Douar lboum (Kilikis... la cité des hiboux)          | Alaoui Azlarabe          |              | Maroc                            |
| Resgate (Sauvetage)                                             | Dario Mickey Fonseca     |              | Mozambique                       |
| Étincelles                                                      | Riba Bawa Kadade         |              | Niger                            |
| Ma belle-mère ma co-épouse                                      | Djingarey Moussa Hamadou |              | Niger                            |
| Maki'la                                                         | Machérie Ekwa Bahango    |              | République démocratique du Congo |
| Rencontrer mon père                                             | Alassane Diago           |              | Sénégal                          |
| I am not a witch                                                | Rungano Nyoni            |              | Zambie                           |

## Palmarès

### Sélection officielle

#### Longs métrages
| Prix                            | Attribué à                                  | Pays           |
| ------------------------------- | ------------------------------------------- | -------------- |
| Étalon d'or                     | The Mercy of the Jungle de Joel Karekezi    | Rwanda         |
| Étalon d'argent                 | Karma de Khaled Youssef                     | Égypte         |
| Étalon de bronze                | Fatwa de Mahmoud Ben Mahmoud                | Tunisie        |
| Meilleur scénario               | Regarde-moi de Nejib Belkadhi               | Tunisie        |
| Meilleure image                 | Mabata Bata de Joao Luis Sol de Carvalho    | Mozambique     |
| Meilleur son                    | Karma de Khaled Youssef                     | Égypte         |
| Meilleure musique               | Sew The Winter To My Skin de Jahmil Qubeka  | Afrique du Sud |
| Meilleur décor                  | Desrances d'Apolline Traoré                 | Burkina Faso   |
| Meilleur montage                | Mabata Bata de Joao Luis Sol de Carvalho    | Mozambique     |
| Meilleur premier film           | Jusqu'à la fin des temps de Yasmine Chouikh | Algérie        |
| Prix d'interprétation masculine | Marc Zinga dans The Mercy of the Jungle     |                |
| Prix d'interprétation féminine  | Samantha Mugotsia dans Rafiki               |                |

#### Courts-métrages de fiction
| Prix              | Attribué à                                | Pays    |
| ----------------- | ----------------------------------------- | ------- |
| Poulain d'or      | Black Mamba d'Amel Guellaty               | Tunisie |
| Poulain d'argent  | Une place dans l'avion de Khadidiatou Sow | Sénégal |
| Poulain de bronze | Un air de kora de Angèle Diabang          | Sénégal |

#### Documentaires
| Prix                             | Attribué à                                                                           | Pays           |
| -------------------------------- | ------------------------------------------------------------------------------------ | -------------- |
| Étalon d'or                      | Le Loup d'or de Balolé de Aïcha Boro                                                 | Burkina Faso   |
| Étalon d'argent                  | Au temps où les arabes dansaient de Jawad Rhalib                                     | Maroc          |
| Étalon de bronze                 | Whispering truth to power de Shameela Seedat                                         | Afrique du Sud |
| Prix Paul Robeson de la diaspora | Meu amigo Fela (Mon ami Fela) de Joel Zito Araujo                                    | Brésil         |
| Poulain d'or (court-métrage)     | Against all odds (Contre toute attente) de Charity Resian Nampaso et Andréa Iannetta | Kenya, Italie  |
| Poulain d'argent                 | Zanaka teny Nomen'i Felix (Ainsi parlait Félix) de Nantenaina Lova                   | Madagascar     |
| Poulain de bronze                | Tata Milouda de Nadja Harek                                                          | Algérie        |

#### Série TV
| Prix          | Attribué à                                            | Pays          |
| ------------- | ----------------------------------------------------- | ------------- |
| Premier prix  | Petites histoires, grandes vérités d'Ambrose B. Cooke | Ghana         |
| Deuxième prix | Blog d'Akre Loba Diby Melyou                          | Côte d'Ivoire |

#### Animation
| Prix          | Attribué à                                          | Pays       |
| ------------- | --------------------------------------------------- | ---------- |
| Premier prix  | Briska de Nadia Raïs                                | Tunisie    |
| Deuxième prix | Un Kalabanda a mangé mes devoirs de Raymond Malinga | Ouganda    |
| Prix du jury  | Da Tsysy Da de Tojo Niaina Rajaofera                | Madagascar |

#### Films des écoles
| Prix          | Attribué à                                                                                          | Pays         |
| ------------- | --------------------------------------------------------------------------------------------------- | ------------ |
| Premier prix  | Incompris de Jaurès Koukpemedji (Institut supérieur des métiers de l'audiovisuel)                   | Bénin        |
| Deuxième prix | Maison de retraite d'Ismaël Césaire Kafando (Institut Supérieur de l’image et du Son, Studio Ecole) | Burkina Faso |

### Prix spéciaux
Les prix spéciaux sont annoncés le 1er mars, la veille de la clôture du festival,.
| Prix                                                 | Attribué à                                                   | Pays          |
| ---------------------------------------------------- | ------------------------------------------------------------ | ------------- |
| Prix Sembène Ousmane                                 | Les armes miraculeuses de Jean-Pierre Bekolo                 | Cameroun      |
| Prix de l'Assemblée nationale                        | Desrances d'Apolline Traoré                                  | Burkina Faso  |
| Prix de la ville de Ouagadougou                      | Desrances d'Apolline Traoré                                  | Burkina Faso  |
| Prix de la LONAB                                     | Naabiga (Le Prince) de Zalissa Zoungrana                     | Burkina Faso  |
| Prix Signis                                          | Duga (Les Charognards) d'Abdoulaye Dao et Hervé Eric Lengani | Burkina Faso  |
| Prix de la critique africaine Paulin Soumanou Vieyra | Indigo de Selma Bargach                                      | Maroc         |
| Prix Félix Houphouët-Boigny                          | Résolution de Boris Oué et Marcel Sangne                     | Côte d'Ivoire |
| Prix de l'UEMOA - long métrage                       | Duga (Les Charognards) d'Abdoulaye Dao et Hervé Eric Lengani | Burkina Faso  |
| Prix de l'UEMOA - court métrage                      | Rêve brisé de Modeste Ganafe                                 | Burkina Faso  |
| Prix de l'UEMOA - documentaire                       | Jamu Duman de Salif Traoré                                   | Mali          |
| Prix de l'intégration de la CEDEAO                   | Résolution de Boris Oué et Marcel Sangne                     | Côte d'Ivoire |
| Prix de la femme cinéaste de la CEDEAO               | Un air de kora de Angèle Diabang                             | Sénégal       |
| Prix de l'Union africaine                            | Fatwa de Mahmoud Ben Mahmoud                                 | Tunisie       |
| Prix Thomas Sankara du court-métrage                 | Black Mamba d'Amel Guellaty                                  | Tunisie       |